# ヘッケ環
数学における岩堀ヘッケ環あるいは単にヘッケ環（へっけかん、英語: Hecke algebra; ヘッケ代数）はコクセター群の群環の一径数変形版で、表現論における重要な対象である。
ほかにも局所体上の簡約代数群の表現論や保型形式論、作用素環論において考察されるような、群とその部分群の対に付随する両側不変関数のなす畳み込み積環によって与えられる一連の系列がある。
A-型の岩堀ヘッケ環はアルティンの組紐群と密接な関係があり、ヴォーン・ジョーンズによる新しい結び目不変量の構成に応用がある。また、ヘッケ環の表現は神保道夫による量子群の発見を導いた。さらに、マイケル・フリードマンはヘッケ環をトポロジカル量子コンピュータの基礎付けとして提示した。

## 岩堀ヘッケ環
(W, S) をコクセター行列 M を持つコクセター系とし、係数環 R を固定する（普通は R として複素数体 C のような代数閉体や有理整数環 Z をとる）。q を形式的な不定元として、R 上のローラン多項式の環 A = R[q, q−1] を考えるとき、これらによって定められるヘッケ環 H とは Ts (s ∈ S) によって生成される A 上の単位的結合多元環で、その基本関係式が
- 組み紐関係式: s ≠ t のときTsTtTs … = TtTsTt （両辺はともに mst < ∞ 個の因子の積）
- 二次の関係式: (Ts − q)(Ts + 1) = 0 (s ∈ S)

で与えられる。この環を不定元 q を R の元に特殊化することで H から得られる個々の環と区別するために、一般ヘッケ環とも呼ぶ。
注意: 最近の本や論文では、ルスティックの用いた変形版の二次関係式 (Ts − q1/2)(Ts + q−1/2) = 0 に従っているかもしれない。スカラーを q±1/2 も含むものに拡張すれば、結果として得られるヘッケ環は上の定義で得られるものと同型である。しかし、多くの公式の形が変わってくるので一般論にすることはできない。

### 性質
1. ヘッケ環 H はコクセター群 W の元で添字付けられる A 上の基底 {Tw} を持つ。特に H は自由 A-加群である。各 Tw は、w = s1s2 … sn を w ∈ W の簡約表示とするとき、Tw = Ts1Ts2 … Tsn で与えられる。

ヘッケ環におけるのこの基底を自然基底 (natural basis) と呼ぶ。
W の単位元 e は H の単位元 1 に対応する。つまり Te = 1 が成り立つ。
1. 自然基底の元は「乗法的」である。つまり、コクセター群 W における長さ函数を l とし、l(yw) = l(y) + l(w) が成り立つとき、Tyw = TyTw が成立する。

1. 自然基底の元は可逆である。例えば、Ts−1 = q−1Ts + (q−1 − 1) が満たされる。

1. W が有限群で、係数環が複素数体 C であるとする。ジャック・ティッツは q を（1 の冪根からなる）明示的に与えられたリストにない任意の複素数に特殊化することで、結果として得られる有限次元の環が半単純であり、かつ（q = 1 の場合に対応する）複素群環 W に同型であることを示した。

1. もっと一般に、W が有限群で係数環 R が標数 0 の体であるとき、得られるヘッケ環は A 上の半単純な結合環である。ベンソンとカーチスの初期の結果を拡張して、ルスティックはスカラーを R[q1/2] の商体まで拡張して、ヘッケ環と群環の間の明示的な同型写像を与えた[2]。

### 標準基底
カズダンとルスティックによる大きな発見は、ヘッケ環が関連する対象の代数多様体の表現論を制御する別の基底を取ることができる。
上記の4性質を備えるものとして環 A = Z[q1/2, q−1/2] 上のヘッケ環 H を考える。環 A は q1/2 を q−1/2 に写し、Z 上では自明に作用する対合を持つから、H は A における対合に関して反線型かつ Ts を Ts−1 へ写すような唯一つの環自己同型 i を持つ。さらに、この自己同型 i は位数 2 を持つという意味で対合的で、任意の Tw を Tw−1−1 へ写すことが示される。
定理（カジュダン-ルスティック）各 w ∈ W に対し、対合 i の作用で不変な元 C′w で、自然基底の元に関して{\displaystyle C'_{w}=(q^{-1/2})^{l(w)}\sum _{y\leq w}P_{y,w}T_{y}}と展開されるようなものが唯一つ存在する。ここで、Pw,w = 1, ブリュア順序に関して y < w ならば Py,w(q) ∈ Z[q] は (l(w) − l(y) − 1)/2 以下の次数を持ち、それ以外のとき Py,w = 0 を満たすものとする。
元 C′w は w が W の上を亘るとき、ヘッケ環 H の基底を成す。これをヘッケ環 H の双対標準基底 (dual canonical basis) という。標準基底 (canonical basis) {Cw | w ∈ W} は同様の方法で得られる。この定理に現れる多項式 Py,w(q) をカジュダン-ルスティック多項式という。
カジュダン-ルスティックによるコクセター群における左・右・両側セルの概念は H の作用の元での標準基底の挙動を通して定義される。

## 局所コンパクト群のヘッケ環
上に述べた岩堀ヘッケ環ははじめ、群論における非常に一般な構成の重要な特別の場合として現われた。 (G, K) を局所コンパクト群 G とその閉部分群 K からなる組とする。このとき、両側 K-不変連続函数の空間
{\displaystyle C[\mathbf {K\backslash G/K} ]}
に畳み込みで積を入れて結合多元環の構造が導入される。普通、G が離散群の場合には K を概正規部分群とすることで、それ以外の場合には K をコンパクト部分群とすることで、畳み込み積を定義し、それによってこの関数空間が閉じているようにするために何らかの意味での関数の台のコンパクト性が満たされるようにする。こうしてえられる多元環を
{\displaystyle {\mathcal {H}}(\mathbf {G/\!/K} )}
で表して、組 (G, K) に関するヘッケ環と呼ぶ。この構成をゲルファント対から行って得られる多元環は可換環である。それは特に
G = SLn(Qp), K = SLn(Zp)
についても成立していて、対応する可換環の表現論がイアン・マクドナルドによって調べられている。一方、
G = SL2(Q), K = SL2(Z)
の場合を考えればモジュラー形式の理論におけるヘッケ作用素の全体を背景とする抽象環に到達する。これが一般の場合のヘッケ環の名の由来となっている。
有限ワイル群のヘッケ環が誘導されるのは、G が位数 pk の有限体上で定義される有限シュバレー群で K = B がそのボレル部分群であるときである。岩堀はそのヘッケ環
{\displaystyle {\mathcal {H}}(\mathbf {G/\!/K} )}
が G のワイル群 W の一般ヘッケ環 Hq の不定元 q を有限体の濃度 pk に特殊化したものから得られることを示した。ジョージ・ルスティックは1984年の『有限体上の簡約群の指標』(Characters of reductive groups over a finite field) の xi ページ脚注で
| 「 | I think it would be most appropriate to call it the Iwahori algebra, but the name Hecke ring (or algebra) given by Iwahori himself has been in use for almost 20 years and it is probably too late to change it now.（私自身はこれを岩堀代数と呼ぶのが最も相応しいと思うが、岩堀自身によって付けられたヘッケ環の名がかれこれ20年ほど使われてきているので、今更変えようにも遅すぎるきらいがある） | 」 |

と記している。
Iwahori & Matsumoto (1965) は G がp-進数体 Qp のような非アルキメデス局所体 F 上で定義される、簡約代数群の有理点の群で、K が G の今日では岩堀部分群と呼ばれる部分群の場合を考察した。結果として得られるヘッケ環は G のアフィンワイル群のヘッケ環か、不定元 q が F の剰余体の位数であるようなアフィンヘッケ環に同型である。
1970年代にロジャー・ハウは、自身のあるいは p-進的な GLn の表現論に関するアレン・モイとの共著において、ヘッケ環を適切に構成することによる局所体上の簡約群の既約許容表現 (admissible representation) の分類の可能性を開いた（重要な貢献はヨゼフ・ベルンシュタインとアンドレイ・ゼルビンスキーによっても成されている）。この考え方はさらに、コリン・ブッシュネルとフィリップ・クツコーの「タイプの理論」に推し進められ、一般線型群 GL の場合については完全な分類が行われた。ここでの手法の多くは、いまだ活発に研究される部分が残っているほかの簡約群に対しても拡張して用いることができる。絶対に必要とされる任意のヘッケ環は、アフィンヘッケ環の mild な一般化になっていると予想されている。

## ヘッケ環の表現
岩堀の仕事に従えば、有限型のヘッケ環の表現は有限シュバレー群のある種の主系列表現と密接に関係している。
ルスティックはこの関係をさらに推し進め、ヘッケ環の表現論を用いてリー型の有限群の指標のほとんどを記述することに成功した。この仕事では、幾何的な手法とさまざまな還元を取り混ぜて用い、ヘッケ環を一般化するさまざまな対象の導入と、それらの（1 の冪根でない q に対する）表現の詳細な理解を導いた。ヘッケ環のモジュラー表現と 1 の冪根における表現は、アフィン量子群の標準基底の理論と非常に興味深い組合せ論に関係していることが発見された。
アフィンヘッケ環の表現論は、ルスティックによって、それを p-進群の表現の記述に応用するという観点から発展した。それは有限の場合とは毛色のまったく異なる多くの方法による。二重アフィンヘッケ環 (double affine Hecke algebra) と呼ばれるアフィンヘッケ環の一般化は、イヴァン・チェレドニクがマクドナルド予想の証明に用いた。